# Сетво
Сетво́ (фр. Septvaux) — коммуна во Франции, находится в регионе Пикардия. Департамент коммуны — Эна. Входит в состав кантона Вик-сюр-Эн. Округ коммуны — Лан.
Код INSEE коммуны — 02707.

## Население
Население коммуны на 2010 год составляло 191 человек.
| 1962 | 1968 | 1975 | 1982 | 1990 | 1999 | 2010 |
| ---- | ---- | ---- | ---- | ---- | ---- | ---- |
| 214  | 200  | 213  | 161  | 183  | 202  | 191  |

## Экономика
В 2010 году среди 131 человека трудоспособного возраста (15—64 лет) 90 были экономически активными, 41 — неактивными (показатель активности — 68,7 %, в 1999 году было 64,8 %). Из 90 активных жителей работали 75 человек (45 мужчин и 30 женщин), безработных было 15 (9 мужчин и 6 женщин). Среди 41 неактивных 16 человек были учениками или студентами, 6 — пенсионерами, 19 были неактивными по другим причинам.